# 성경 2.0
「성경 2.0」은 대한민국의 기독교 성경 만화책이다. 현재 총 7권까지 발간했으며 구약 성경 7권, 신약 2권, 현재 출간 예정인 신약 성경 3권과 출간 예정인 시편 잠언으로 구성되어있다.

## 저자 목록

### 김동순
성경 2.0의 글을 맡았다. 1975년에 태어나 명지대 산업디자인학교와 명지대 사회교육원 만화창작과를 졸업했다. 1998년에는 「중앙일보」 대학생만화에 단편을 발표했고, 「페나인의 상인들」, 「지구와 달」, 「존재와 시간」, 「역사철학 강의」 등을 썼다. '만끽' 공모전에서 우수상을 받았고, 인터넷 웹진 '만끽에' 「WISH」를 연재했다. 예수전도단과 두란노의 예배자학교를 수료했다.

### 배광선
성경 2.0의 만화그림을 맡았다. 1964년 생으로 1997년 「그라운드 허슬러」로 작가 데뷔했다. 「다칠라」, 「가면선생」, 「사이드원더킥」, 「광인」, 「신다칠라」, 「위대한 유산」, 「백발대형」, 「WHY?: 중국과 인도의 고대 문명」, 「헤겔: 역사철학 강의」 등을 그렸다.

### 문학진
성경 2.0의 감수를 맡았다. 1961년 서울에서 태어나 총신대학교 종교교육과와, 총신대학교 대학원 기독교교육학과를 졸업했다. 그뒤 총신대학교 목회학과와 총신대학교 대학원 신학과를 졸업했다. 총신대학교 교육대학원 강사, 한국교회교육연구소 소장으로 기독교 교육 현장에 동참했고, 제주동도교회, 부천 소사제일교회를 담임했다가 현재 필리핀에서 선교사로 활동하고 있다.

## 자문위원 목록
- 조석민 (신약): 에스라성경대학원대학교 신약학교수, 저서「요한복음의 새 관점」
- 오광만 (신약): 대한신학대학원대학교 신약학교수, 저서 「영광의 복음 요한계시록」
- 박영복 (구약): 서울성경신학대학원대학교 구약학교수
- 정요석 (신학): 세움교회 담임목사, 저서 「소요리문답 삶을 읽다」「하이델베르크 교리문답, 삶을 읽다」                                                「웨스트민스터 신앙고백, 삶을 읽다」
- 양동균 (성경지리): 우리사랑교회 담임목사, 성경지리강의
- 문석영 (교회교육): (사)어린이청소년교회운동본부, 성경교육